# 绿花獐牙菜
绿花獐牙菜（学名：Swertia virescens）为龙胆科獐牙菜属下的一个种。

## 扩展阅读
- 維基物種上的相關：绿花獐牙菜